# Slamkrypare (fråga)

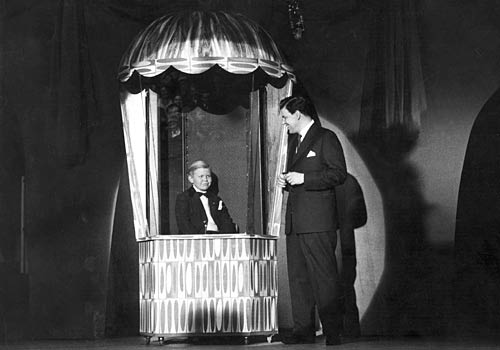
Kvitt eller dubbelt med Ulf Hannerz och Nils Erik Bæhrendtz, som ledde till att slamkrypare blev ett uttryck.

Slamkrypare är en tvetydig fråga i en frågesport, som lätt kan ges olika tolkning och därför fälla tävlingsdeltagaren. Uttrycket kan även användas om frågor i andra sammanhang än frågesporter, till exempel vid prov och examina.
Uttrycket myntades efter Ulf Hannerz deltagande i TV-frågesporten Kvitt eller dubbelt 2 februari 1957. Hannerz fick 5 000-kronorsfrågan om vilken av sju namngivna fiskar som hade ögonlock. Den kompletta frågan ställd av Nils Erik Bæhrendtz löd:
"Bland dessa sju fiskar finns det en fisk, vars bröstfenor är sammanväxta till en sugskål, en fisk med vissa fenor i form av helt fria fenstrålar samt en fisk med ögonlock. Du har att välja bland följande: argusfisk, humlafisk, slamkrypare, sugmal, sömnfisk, Telmatherina ladigesi och Umbra krameri."
Hannerz svarade rätt på de två första frågorna och avslutade med att svara att han trodde att det var "hundfisken" som hade ögonlock, vilket blev underkänt (Umbra krameri tillhör familjen hundfiskar). Enligt programledningen var det i stället slamkrypare som var det rätta svaret. En debatt bland experter i media efter programmet ledde till att programledningen fick veta att slamkrypare bara har en "tillslutningsanordning" och inga ögonlock i egentlig mening. Det fanns alltså inget rätt svar på frågan. Tävlingsledningen beslutade därför att Hannerz fick återkomma och gå vidare i tävlingen och han klarade sedan också 10 000-kronorsfrågan.